# До волі
«До волі», перша частина книги спогадів Степана Клочурака, що охоплює його життя до 1920 р.

## Хронологія оприлюднення
У 1936 роціs в календарі «Земля і Воля» побачила світ однойменна стаття Клочурака, перед цим у 1926 році в альманасі «Трембіта» були окремі спогади про Гуцульську республіку.
Видана 1978 року у видавництві Карпатського Союзу в Нью-Йорку у США (з ілюстраціями Едварда Козака, передмовою доктора Вікентія Шандора, за мовною редакцією Дмитра Корбутяка. 
В скороченому варіанті спогади перевидані у 1992 році як додаток до журналу «Карпатський край» (Ужгород). 
Повне перевидання відбулося у 2009 році в Ужгороді видавництвом «Ліра» на кошти Геннадія Москаля.
Рукописи наступних частин книги спогадів у другій половині 1970-х років були конфісковані органами чехословацької та радянської державної безпеки. 

## Мотив підготовки спогадів
Публікація має характерну присвяту: „Ці свої спомини присвячую Синам нашого народу, які полягли на полі бою на Гуцульщині, під Сіґотом, на Великій Україні й у полоні”. 
Вступ автора до книжки закінчується отак: „Мрії героїв, що полягли на полі бою, не сповнились так, як вони собі того бажали. Але наш народ, пробудившись раз з віковічного сну, вже ніколи не засне. Ми є свідками того, як від часу перших проблисків волі поширилась у нас національна свідомість. Ми йдемо вперед, і вже немає тої сили в світі, яка б нас на цій дорозі зупинила”. 
Книжка „До волі” — прекрасний історично-етнографічний опис Ясіня, поповнений яскравими картинами подій 1918-1919 років. В центрі уваги автора — Гуцульська республіка і події навколо неї. 

## Структура спогадів
Ось деякі із 35 розділів книжки: «Як постала Українська Народна Рада в Ясіню?», «Величава маніфестація ясінських гуцулів за приєднання до України», «Збори делегатів Мараморощини в Сиґоті», «Проголошення злуки з Україною в Станіславові», «Гуцульська Республіка», «Представництво угорських українців у Станіславові», «Румунська окупація», «Арешт членів Ясінської Української народної ради» тощо. Кожен з цих розділів містить важливі історичні факти, здебільшого невідомі з дотогочасної літератури. Автор спростовує зокрема твердження радянських істориків про нібито „буржуазно-націоналістичний”, „антинародний” та „куркульський” характер Гуцульської Республіки.